# Medlov (Brno-vidéki járás)
Medlov település Csehországban, a Brno-vidéki járásban. Medlov Pohořelice, Sobotovice, Malešovice, Hrušovany u Brna, Odrovice, Bratčice, Ledce és Němčičky településekkel határos. Lakosainak száma 898 fő (2024. január 1.).

## Népesség
A település lakosságának változását az alábbi diagram mutatja:
| Lakosok száma | 717  | 729  | 783  | 602  | 618  | 626  | 806  | 842  | 860  | 898  |
|               | 1869 | 1890 | 1921 | 1950 | 1980 | 2001 | 2017 | 2019 | 2022 | 2024 |